# Saint-Nom-la-Bretèche
Pour les articles homonymes, voir Saint-Nom et Bretèche (homonymie).
Saint-Nom-la-Bretèche est une commune française située dans le département des Yvelines en région Île-de-France.
Ses habitants sont appelés les Nonnais-Bretechois.

## Géographie

Localisation de Saint-Nom-la-Bretèche dans les Yvelines.

### Situation
La commune de Saint-Nom-la-Bretèche se trouve dans le grand Ouest parisien, dans le nord-est des Yvelines. Elle se situe à huit kilomètres environ au sud-ouest de Saint-Germain-en-Laye, chef-lieu d'arrondissement et à treize kilomètres environ au nord-ouest de Versailles, préfecture du département.

### Hameaux et écarts
Le hameau de la Tuilerie-Bignon est partagé entre Saint-Nom-la-Bretèche, avec son golf, sa petite place Daniel-Dreyfus (ancien maire de la commune) et Noisy-le-Roi avec les numéros impairs de la rue du Maréchal-Ferrant.

### Communes limitrophes
Sept communes sont limitrophes de Saint-Nom-la-Bretèche. Ce sont : Chambourcy au nord, Saint-Germain-en-Laye et L'Étang-la-Ville au nord-est, Noisy-le-Roi au sud-est, Villepreux au sud, Chavenay au sud-est et Feucherolles au nord-ouest.

### Hydrographie
La commune de Saint-Nom-la-Bretèche appartient au bassin versant de la Seine. Il n'existe aucun cours d'eau permanent dans le territoire communal. Les eaux de ruissellement sont drainées vers le ru de Gally, ruisseau affluent de la Mauldre qui coule dans la commune voisine de Chavenay, à moins d'un kilomètre de la limite sud de la commune. La limite nord de la commune se trouve sensiblement sur la ligne de partage des eaux entre le ru de Gally au sud et le ru de Buzot, affluent de la Seine, au nord.

### Relief et géologie
Saint-Nom-la-Bretèche est un village situé dans la plaine de Versailles, au nord du ru de Gally. Il est implanté dans un territoire assez vallonné, un tiers de sa superficie étant occupé, au nord et à l'est, par la forêt de Marly.
La forêt occupe le sommet d'une butte-témoin allongée, orientée selon la direction sud-est - nord-ouest, qui se prolonge vers l'ouest et vers l'est et culmine à 180 mètres d'altitude. Cette butte est constituée de sable et grès de Fontainebleau du Stampien (Oligocène), partiellement recouvert de meulière de Montmorency et par endroits de limon des plateaux, dépôt éolien de lœss du Quaternaire.
Entouré de terres agricoles, le village comprend des zones de bâti ancien auxquelles s'est ajouté un habitat récent à partir des années 1960.

### Climat
Pour des articles plus généraux, voir Climat de l'Île-de-France et Climat des Yvelines.
En 2010, le climat de la commune est de type climat océanique dégradé des plaines du Centre et du Nord, selon une étude du CNRS s'appuyant sur une série de données couvrant la période 1971-2000. En 2020, Météo-France publie une typologie des climats de la France métropolitaine dans laquelle la commune est dans une zone de transition entre le climat océanique et le climat océanique altéré et est dans la région climatique  Sud-ouest du bassin Parisien, caractérisée par une faible pluviométrie, notamment au printemps (120 à 150 mm) et un hiver froid (3,5 °C). 
Pour la période 1971-2000, la température annuelle moyenne est de 10,7 °C, avec une amplitude thermique annuelle de 14,9 °C. Le cumul annuel moyen de précipitations est de 682 mm, avec 11 jours de précipitations en janvier et 7,8 jours en juillet. Pour la période 1991-2020, la température moyenne annuelle observée sur la station météorologique la plus proche, située sur la commune de Trappes à 9 km à vol d'oiseau, est de 11,6 °C et le cumul annuel moyen de précipitations est de 686,3 mm,. Pour l'avenir, les paramètres climatiques de la commune estimés pour 2050 selon différents scénarios d'émission de gaz à effet de serre sont consultables sur un site dédié publié par Météo-France en novembre 2022.

### Transports en commun
La commune est desservie par la ligne 17 du réseau de bus Grand Versailles, par les lignes 17S, 23 et 27, 41, 170, 171, 172, 511 et 512 du réseau de bus Centre et Sud Yvelines et par la ligne 45 du réseau de bus de Saint-Quentin-en-Yvelines.
Depuis le 2 janvier 2018, un service de transport à la demande dénommé Flexigo est en place pour ses habitants, permettant la réservation de bus en direction des gares de l’intercommunalité. Celui-ci remplace les lignes régulières 42, 43 et 44 qui desservaient la gare de Saint-Nom-la-Bretèche[réf. nécessaire].

## Urbanisme

### Typologie
Au 1er janvier 2024, Saint-Nom-la-Bretèche est catégorisée ceinture urbaine, selon la nouvelle grille communale de densité à sept niveaux définie par l'Insee en 2022.
Elle appartient à l'unité urbaine de Noisy-le-Roi, une agglomération intra-départementale regroupant trois  communes, dont elle est ville-centre,,. Par ailleurs la commune fait partie de l'aire d'attraction de Paris, dont elle est une commune de la couronne,. Cette aire regroupe 1 929 communes,.

### Occupation des sols
Le tableau ci-dessous présente l'occupation des sols de la commune en 2018, telle qu'elle ressort de la base de données européenne d’occupation biophysique des sols Corine Land Cover (CLC).
| Type d’occupation                           | Pourcentage | Superficie (en hectares) |
| ------------------------------------------- | ----------- | ------------------------ |
| Tissu urbain discontinu                     | 25,4 %      | 300                      |
| Équipements sportifs et de loisirs          | 9,0 %       | 106                      |
| Terres arables hors périmètres d'irrigation | 26,5 %      | 314                      |
| Forêts de feuillus                          | 39,1 %      | 463                      |
| Source : Corine Land Cover                  |             |                          |

### Morphologie urbaine
| Type d'occupation           | Pourcentage | Superficie (en hectares) |
| --------------------------- | ----------- | ------------------------ |
| Espace urbain construit     | 19,2 %      | 226,93                   |
| Espace urbain non construit | 15,3 %      | 181,13                   |
| Espace rural                | 65,5 %      | 776,42                   |
| Source : Iaurif-MOS 2008    |             |                          |

Le territoire communal est majoritairement rural, à 65,5 %, l'espace urbain construit occupant 227 hectares, soit 19,2 % du territoire total.
L'espace rural se partage principalement entre bois et forêts sur 431,7 hectares (plus du tiers du territoire communal) et l'agriculture sur 321,7 hectares, soit 27,2 % du territoire dont la grande majorité (300 hectares) en grandes cultures, céréales, colza, le reste comprenant des vergers et des cultures maraîchères.
La partie boisée, qui se trouve dans le nord et l'est de la commune, appartient à la forêt de Marly, forêt domaniale qui couvre au total environ 2 000 hectares.
L'espace urbain ouvert, consacré aux parcs et jardins et terrains de sports, est relativement important avec 181 hectares, soit 15,3 % du territoire. Il consiste essentiellement en un terrain de golf, le golf de Saint-Nom-la-Bretèche, situé dans la pointe sud-est de la commune et empiétant marginalement sur la commune voisine de Villepreux.
La surface consacrée à l'habitat couvre 197 hectares (16,6 % de la superficie totale) et comprend essentiellement des habitations individuelles (190 hectares), réparties dans des lotissements pavillonnaires. L'habitat collectif couvre environ six hectares, notamment dans le centre ancien.
Les activités économiques et commerciales occupent 4,4 hectares (soit 0,4 % du territoire total). Ces implantations sont consacrées pour un tiers à des bureaux.

### Habitat
Le village est à dominante résidentielle. De nombreux promoteurs y ont construit des lotissements, principalement dans les parties est et sud-est de la commune.
Des maisons d'architectes plus imposantes se trouvent à l'ouest, au nord-ouest ainsi qu'autour du golf ; de nombreuses célébrités y ont élu domicile.
| Logements                                        | Nombre en 2015 | % en 2015 | nombre en 2010 | % en 2010 |
| ------------------------------------------------ | -------------- | --------- | -------------- | --------- |
| Total                                            | 2.038          | 100 %     | 1.999          | 100 %     |
| Résidences principales                           | 1.827          | 89,8 %    | 1.821          | 91,1 %    |
| → Dont HLM                                       | 2              | 0,1 %     | 1              | 0,1 %     |
| Résidences secondaires et logements occasionnels | 75             | 3,7 %     | 69             | 3,5 %     |
| Logements vacants                                | 133            | 6,5 %     | 109            | 5,5 %     |
| Dont :                                           |                |           |                |           |
| → maisons                                        | 1.745          | 85,6 %    | 1.719          | 86,0* %   |
| → appartements                                   | 269            | 13,2 %    | 267            | 13,4 %    |

Quinze logements sociaux sont livrés en juin  2017 par le bailleur SOGEMAC Habitat dans un programme de 67 logements comprenant des habitations individuelles et des habitations semi-collectives.

### Infrastructures
La commune est traversée par deux routes importantes au niveau départemental :  
- la route départementale 307, axée est-ouest, qui supporte un trafic journalier compris entre 15 000 et 23 000 véhicules[16], mène vers l'est à Noisy-le-Roi puis Rocquencourt où se trouvent les accès aux autoroutes A13 et A12 et vers l'ouest à Crespières et la vallée de la Mauldre. La déviation qui évite le centre du bourg a été mise en service en avril 2018 et comprend des aménagements pour circulations douces[16],[17].
- la route départementale 98, axée nord-sud, qui mène vers le nord à Saint-Germain-en-Laye et vers le sud à l'agglomération des Clayes-sous-Bois-Plaisir. Cette dernière a été déviée par l'est pour éviter le centre de l'agglomération.

L'autoroute de Normandie traverse la partie nord-est de la commune, dans la forêt de Marly, sans échangeur dans la commune.
Aucune voie ferrée ne traverse la commune. La gare de Saint-Nom-la-Bretèche, desservie par la ligne L du Transilien (gare de Paris-Saint-Lazare) et depuis 2022 par la ligne 13 du tramway d'Île-de-France, est malgré son nom située dans la commune voisine de L'Étang-la-Ville, en pleine forêt.
Le sentier de grande randonnée GR 1 (tour de l’Île-de-France) traverse la partie boisée de la commune, à l'extrême nord-est, de L'Étang-la-Ville au sud à Fourqueux au nord.

## Toponymie
Le hameau principal était à l'origine appelé Breteschia en 1228, ecclesia Sancti-Nummi de Bretis sive de Berthecia au XVe siècle, Bretesca, Breteschia, Sanctus Nonnius, Sanctus Nunnius, Saint-Nonne au Val de Galie[réf. nécessaire], du nom de la paroisse, puis Saint-Nom près de la Bretesche[réf. nécessaire], la Bretesche Saint-Nom et enfin « Saint-Nom-la-Bretèche » depuis la Révolution française.
Au cours de la Révolution française, la commune porte provisoirement les noms de Union-la-Montagne et de Union-la-Bretesche.
L'hagiotoponyme Saint-Nom-la-Bretèche tire son nom de celui d'un chorévêque des diocèses de Paris et Chartres au IXe siècle, saint Nonne, qui a ré-évangélisé le pays après les invasions normandes. « Bretèche » provient de l'allemand breit eiche qui signifie « grand chêne », latinisé dans un premier temps en bretachiae : il s'agissait d'une fortification en bois (voir bretèche) qui protégeait un hameau à la bordure de la forêt de Cruye, appelée aujourd'hui « forêt de Marly » et toujours d'une surface significative.

## Histoire

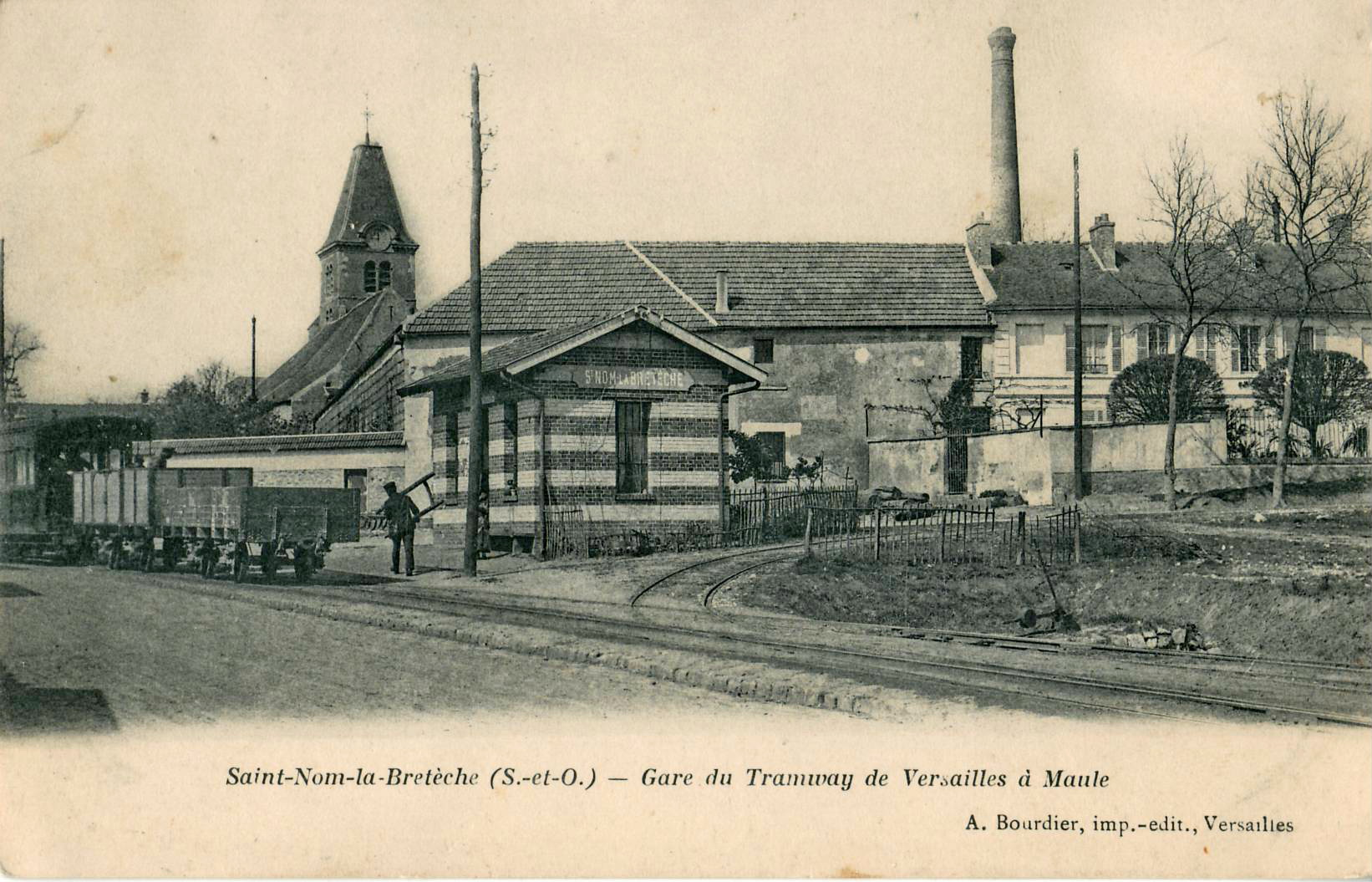
Saint-Nom fut desservie au début du XXe siècle par le tramway de Versailles à Maule.

Saint-Nom-la-Bretèche s'est constituée à partir de quatre hameaux, Saint-Nom, la Bretèche, Valmartin et la Tuilerie-Bignon, près de la forêt de Marly.
En avril 1420, Lyonnel de Bournonville devient seigneur de La Bretèche, seigneurie qui lui est donnée par le frère de sa femme, le maréchal Jean de Villiers de L'Isle-Adam. En 1429, ce même Lyonnel de Bournonville meurt en tentant de récupérer La Bretèche, qui lui avait été enlevée.
Rebâti au XVIIe siècle par la famille Pomereu, seigneur de la terre depuis 1534, le château fut remis au goût du jour au début du XVIIIe siècle lorsque Louis-Alexandre de Bourbon, comte de Toulouse, fils légitimé de Louis XIV et de Mme de Montespan s'en porta acquéreur en janvier 1703. 
Acquis en 1736 par Jean-Pierre Richard, receveur général des finances de la généralité de Tours, père de l’abbé Jean-Claude Richard de Saint-Non, le château fut alors remanié par l'architecte Jacques Hardouin-Mansart de Sagonne qui devait bâtir plus tard la cathédrale Saint-Louis de Versailles (1742-1754). On lui doit ainsi la modification de la distribution intérieure, le bel escalier de style rocaille, ainsi que plusieurs décors de boiseries et dessus-de-portes inspirés de son séjour en Italie. 
Revendu en 1749 par les héritiers de Richard à Jacques Frescot de Lanty, conseiller du roi au grand-conseil, le château revint finalement, en août 1766, à Louis XV qui souhaitait augmenter ses domaines de Versailles et de Marly. Le château et le domaine firent alors l'objet de relevés minutieux par le premier architecte du roi Ange-Jacques Gabriel. Propriété privée, le château ne se visite pas.
Durant le siège de Paris en 1870 le quartier général de la 5e division de cavalerie prussienne fut installé à Saint-Nom.
Au XXe siècle se sont développés de nombreux lotissements dont le nouveau hameau du vallon de Chavenay.

## Politique et administration

### Rattachements administratifs et électoraux
Antérieurement à la loi du 10 juillet 1964, la commune faisait partie du département de Seine-et-Oise. La réorganisation de la région parisienne en 1964 fit que la commune appartient désormais au département des Yvelines et à son arrondissement de Saint-Germain-en-Laye  après un transfert administratif effectif au 1er janvier 1968.
Pour l'élection des députés, la ville fait partie depuis 1988 de la troisième circonscription des Yvelines.
Elle faisait partie de 1801 à 1967 du canton de Marly-le-Roi. Lors de la mise en place des Yvelines, la commune devient en 1967 le chef-lieu du canton de Saint-Nom-la-Bretèche. Dans le cadre du redécoupage cantonal de 2014 en France, Saint-Nom est désormais rattachée au canton de Verneuil-sur-Seine.

### Intercommunalité
Saint-Nom-la-Bretèche, jusqu'alors membre d'aucune intercommunalité à fiscalité propre, a été intégrée en application de la loi de réforme des collectivités territoriales le 1er janvier 2013 à la communauté de communes Gally-Mauldre.

### Liste des maires
| Période                                  | Période                   | Identité                  | Étiquette | Qualité |
| ---------------------------------------- | ------------------------- | ------------------------- | --------- | --- |
| Les données manquantes sont à compléter. |                           |                           |           | |
| mai 1925                                 |                           | Jules Flé                 |           | |
| mai 1929                                 | juin 1940                 | Daniel Dreyfus            |           | Déclaré démissionnaire d'office (Gouvernement de Vichy)                                                              |
| 1941                                     | 1946                      | Roland Mauge              |           | |
| 1946                                     | 1947                      | Henri Hamel               |           | |
| Les données manquantes sont à compléter. |                           |                           |           | |
| mars 1959                                | mars 1971                 | Henri Hamel               |           | |
| mars 1971                                | mars 1977                 | Roger Pujo                |           | Président de société                                                                                                 |
| mars 1977                                | mai 1994                  | Jacques Kosciusko-Morizet | RPR       | Haut fonctionnaire et diplomate, résistant Grand officier de la Légion d'honneur, Croix de guerre Décédé en fonction |
| mai 1994                                 | mars 2001                 | René Chêne                | RPR       | Maire honoraire |
| mars 2001                                | mai 2004,                 | Georges Chétochine        | RPR → UMP | Président de société Mandat écourté par la démission de conseillers municipaux                                       |
| mai 2004                                 | mars 2008                 | Jean-Pierre Gaugenot      | DVD       | Ancien informaticien                                                                                                 |
| mars 2008                                | avril 2014                | Manuelle Wajsblat         | UMP       | Directrice d'études Présidente de la CC Gally Mauldre (2013 → 2014)                                                  |
| avril 2014                               | En cours (au 24 mai 2022) | Gilles Studnia            | UMP → LR  | Chef d'entreprise Vice-président de la CC Gally Mauldre (2014 → ) Réélu pour le mandat 2020-2026                     |

### Jumelages
Rösrath (Allemagne) (avec Chavenay, Crespières et Feucherolles).

## Population et société

### Démographie

#### Évolution démographique
L'évolution du nombre d'habitants est connue à travers les recensements de la population effectués dans la commune depuis 1793. Pour les communes de moins de 10 000 habitants, une enquête de recensement portant sur toute la population est réalisée tous les cinq ans, les populations de référence des années intermédiaires étant quant à elles estimées par interpolation ou extrapolation. Pour la commune, le premier recensement exhaustif entrant dans le cadre du nouveau dispositif a été réalisé en 2004.

En 2022, la commune comptait 4 877 habitants, en évolution de −0,63 % par rapport à 2016 (Yvelines : +2,72 %, France hors Mayotte : +2,11 %).
| 1793 | 1800 | 1806 | 1821 | 1831 | 1836 | 1841 | 1846 | 1851 |
| ---- | ---- | ---- | ---- | ---- | ---- | ---- | ---- | ---- |
| 873  | 983  | 898  | 843  | 800  | 810  | 808  | 780  | 757  |

| 1856 | 1861 | 1866 | 1872 | 1876 | 1881 | 1886 | 1891 | 1896 |
| ---- | ---- | ---- | ---- | ---- | ---- | ---- | ---- | ---- |
| 702  | 744  | 742  | 783  | 780  | 693  | 697  | 668  | 707  |

| 1901 | 1906 | 1911 | 1921 | 1926 | 1931 | 1936 | 1946 | 1954 |
| ---- | ---- | ---- | ---- | ---- | ---- | ---- | ---- | ---- |
| 623  | 626  | 649  | 625  | 700  | 719  | 671  | 767  | 880  |

| 1962  | 1968  | 1975  | 1982  | 1990  | 1999  | 2004  | 2006  | 2009  |
| ----- | ----- | ----- | ----- | ----- | ----- | ----- | ----- | ----- |
| 1 076 | 1 087 | 2 997 | 3 567 | 5 071 | 4 966 | 4 844 | 4 845 | 5 157 |

| 2014  | 2019  | 2022  | - | - | - | - | - | - |
| ----- | ----- | ----- | - | - | - | - | - | - |
| 4 972 | 4 920 | 4 877 | - | - | - | - | - | - |

#### Pyramide des âges
En 2018, le taux de personnes d'un âge inférieur à 30 ans s'élève à 32,8 %, soit en dessous de la moyenne départementale (38 %). À l'inverse, le taux de personnes d'âge supérieur à 60 ans est de 29,6 % la même année, alors qu'il est de 21,7 % au niveau départemental.
En 2018, la commune comptait 2 412 hommes pour 2 503 femmes, soit un taux de 50,93 % de femmes, légèrement inférieur au taux départemental (51,32 %).
Les pyramides des âges de la commune et du département s'établissent comme suit.
| Hommes | Classe d’âge | Femmes |
| ------ | ------------ | ------ |
| 0,6    | 90 ou +      | 0,6    |
| 10,6   | 75-89 ans    | 10,5   |
| 17,1   | 60-74 ans    | 19,8   |
| 24,0   | 45-59 ans    | 23,0   |
| 13,2   | 30-44 ans    | 14,8   |
| 14,0   | 15-29 ans    | 12,1   |
| 20,5   | 0-14 ans     | 19,2   |

| Hommes | Classe d’âge | Femmes |
| ------ | ------------ | ------ |
| 0,6    | 90 ou +      | 1,4    |
| 6      | 75-89 ans    | 7,8    |
| 13,5   | 60-74 ans    | 14,8   |
| 20,7   | 45-59 ans    | 20,1   |
| 19,6   | 30-44 ans    | 19,9   |
| 18,5   | 15-29 ans    | 16,8   |
| 21,2   | 0-14 ans     | 19,2   |

## Économie

### Revenus de la population et fiscalité
En 2011, le revenu fiscal médian par ménage était de 82 813 €, ce qui plaçait Saint-Nom-la-Bretèche au premier rang parmi les 31 886 communes de plus de 49 ménages en métropole.
En 2011, 16 % des foyers fiscaux n'étaient pas imposables.

### Emploi
En 2011, la population âgée de 15 à 64 ans s'élevait à 3 147 personnes, parmi lesquelles on comptait 65,7 % d'actifs dont 60,8 % ayant un emploi et 4,9 % de chômeurs.
On comptait 1 138 emplois dans la zone d'emploi, contre 1 085 en 2006. Le nombre d'actifs ayant un emploi résidant dans la zone d'emploi étant de 1 945, l'indicateur de concentration d'emploi est de 58,5 %, ce qui signifie que la zone d'emploi offre un peu plus d'un emploi pour deux habitants actifs.

### Entreprises et commerces
Au 31 décembre 2011, Saint-Nom-la-Bretèche comptait 535 établissements : 16 dans l’agriculture-sylviculture-pêche, 16 dans l'industrie, 24 dans la construction, 411 dans le commerce-transports-services divers et 68 étaient relatifs au secteur administratif.
Il existe environ douze agences immobilières dans le village.[réf. nécessaire]
Le golf de Saint-Nom-la-Bretèche revêt une place de premier ordre dans l'économie du village[réf. nécessaire].

## Culture locale et patrimoine

### Lieux et monuments

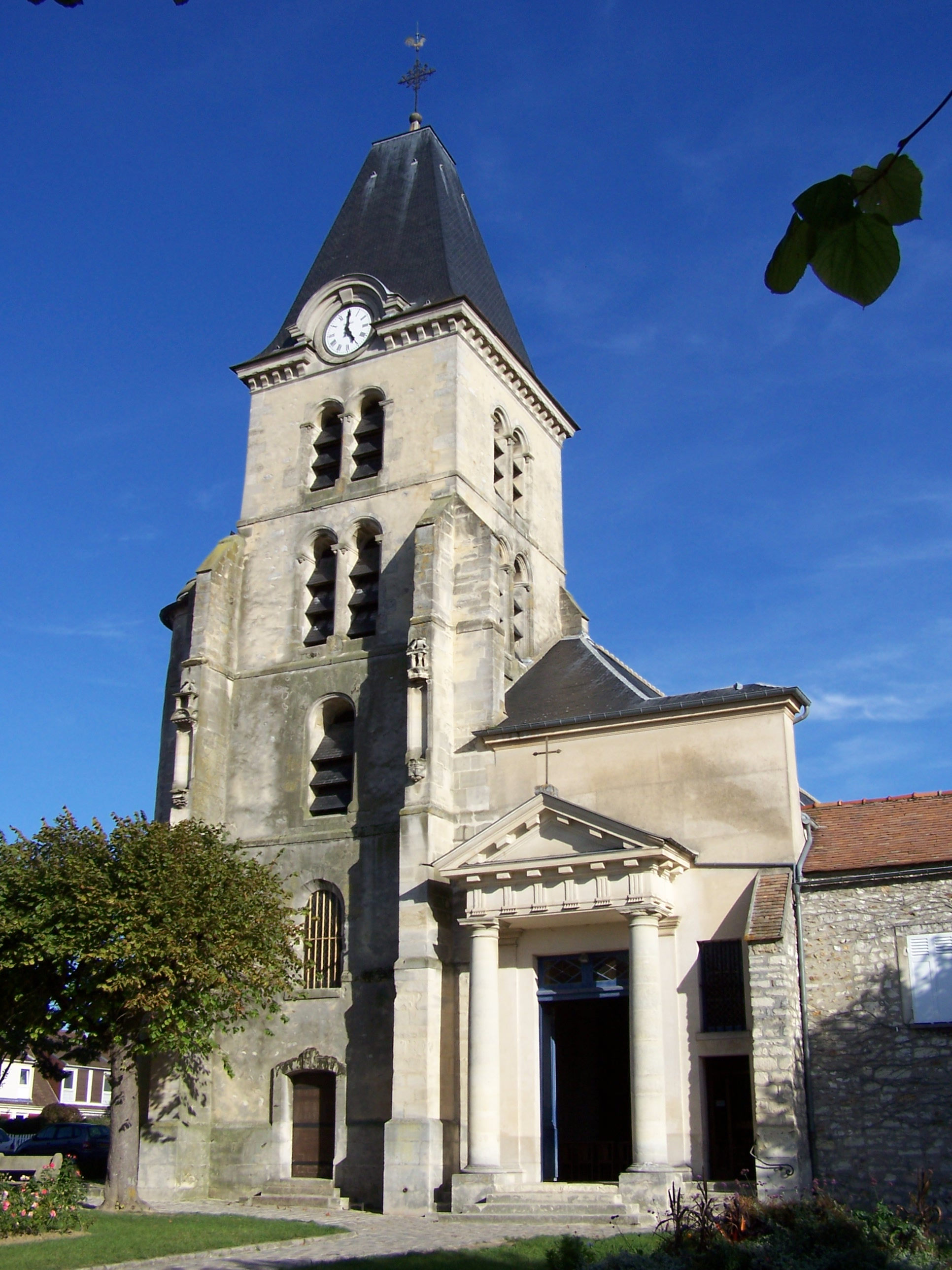
L'église, entrée côté ouest.

- L'église Saint-Nom, des XIIIe et XVIIe siècles, était à l'origine une tour de guet datant du milieu du XIIIe siècle. Elle a été souvent remaniée au cours des siècles et sa dernière restauration date des années 1980. Elle fait l’objet d’une inscription au titre des monuments historiques depuis le 24 juin 1977[43].

L'autel, aujourd'hui visible, provient de l'ancienne chapelle du château. Il est aussi l’œuvre de Jacques Hardouin-Mansart de Sagonne qui avait procédé en 1746-1747, à la demande de Jean-Pierre Richard, seigneur du lieu, à l'extension du chœur avec ses deux chapelles latérales, à la construction d'une nouvelle sacristie et à la décoration intérieure (vestiges). Mansart procéda également à la restauration de la ferme de Val-Martin.
- Le château de la Bretèche (aujourd'hui propriété privée) fut la propriété de la famille Pomereu puis de Louis Alexandre de Bourbon, comte de Toulouse, fils légitimé de Louis XIV et de la Montespan.
- Ferme du Val-Martin, maison des XVIe ou XVIIe siècles, ancienne dépendance de l'abbaye royale des Dames de Poissy : porte médiévale.
- Ferme de Saint-Nom, ancienne dépendance des moines de l'abbaye des Vaux-de-Cernay, restaurée et transformée en résidence.
- Hôtel de ville.
- Vestiges de l'ancien château de Montjoie dégagé par la société des amis du vieux Saint-Germain.
- Ruines du château de Joyenval.
- Porte de la Tuilerie des XVIIe et XIXe siècles, dite « pavillon de l'Arène » (maison forestière).

La commune héberge un terrain de golf. Le Trophée Lancôme s'y est tenu chaque année en septembre, jusqu'en 2003 et le Vivendi Trophy s'y déroule tous les deux ans depuis 2008.

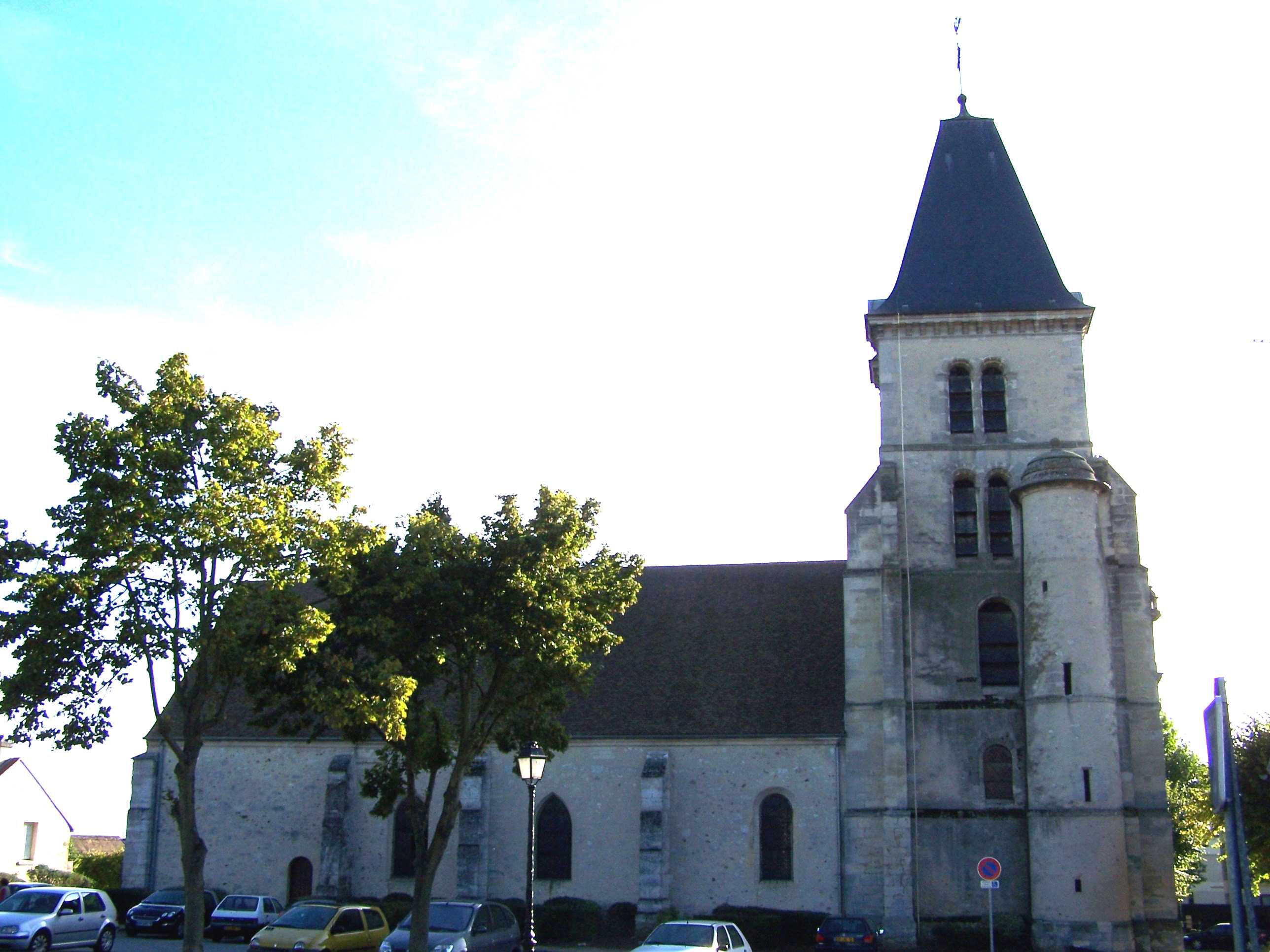
L'église, façade nord.
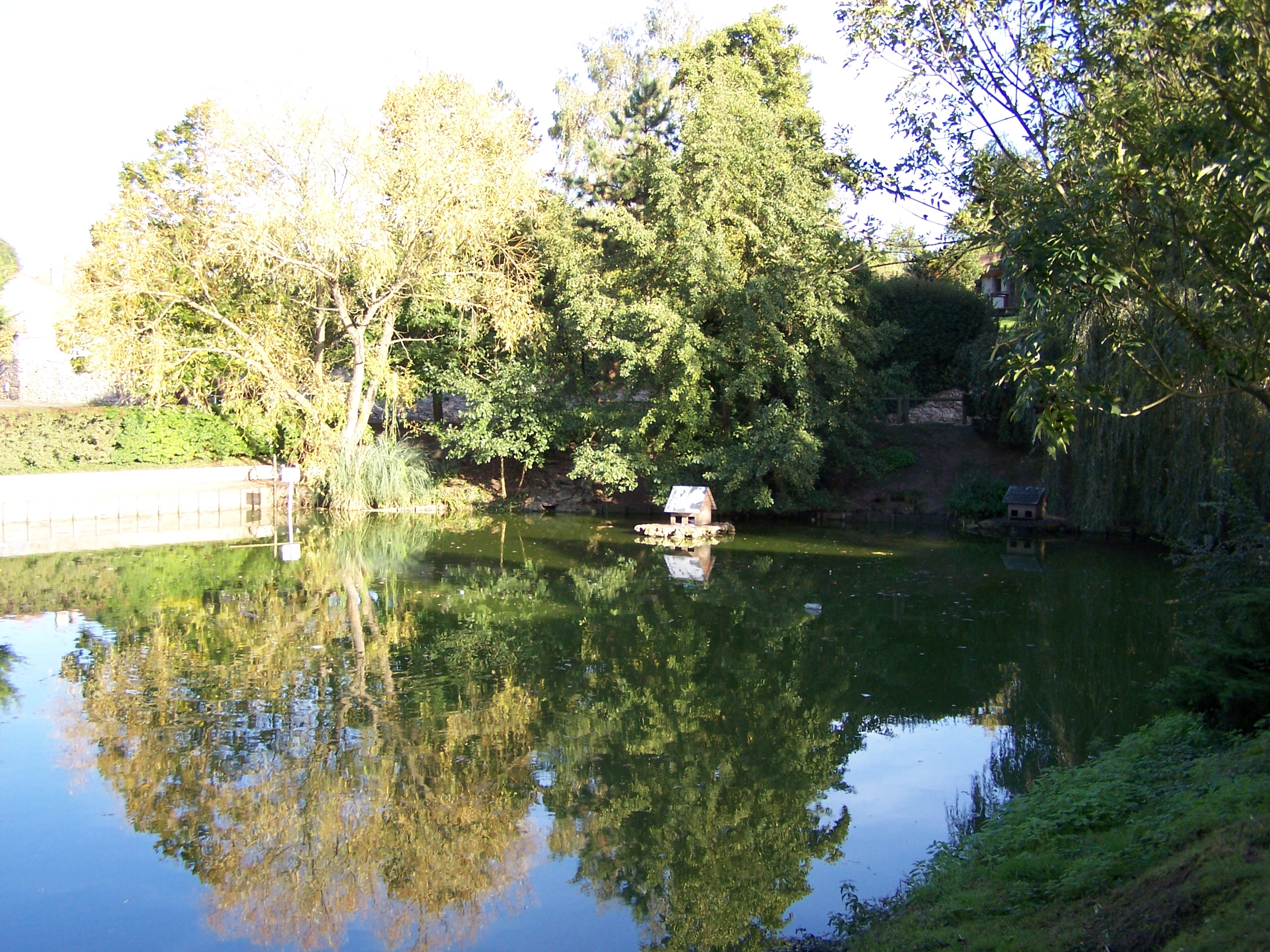
La mare dans le village (oies, héron cendré).
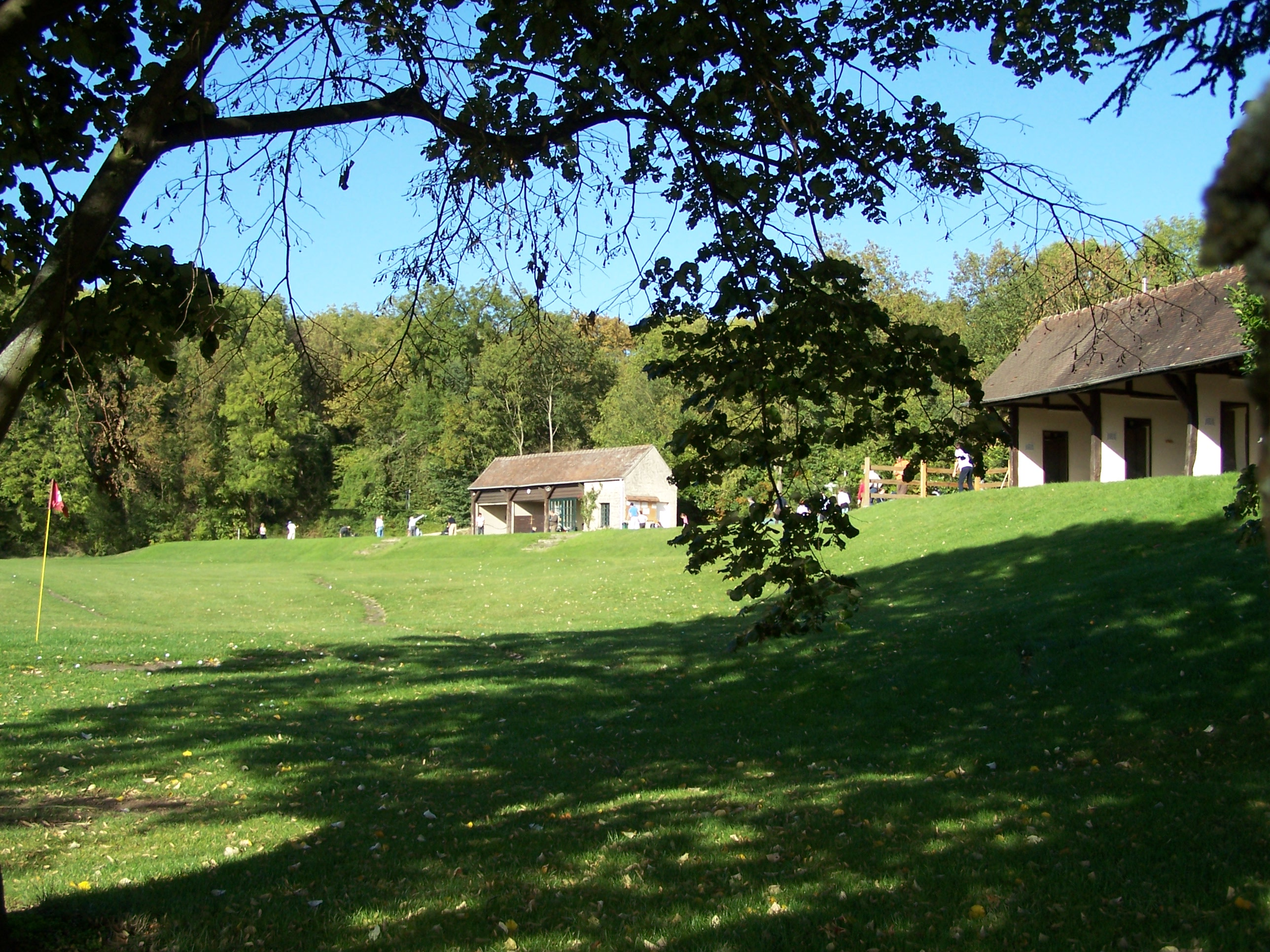
Le practice du golf.
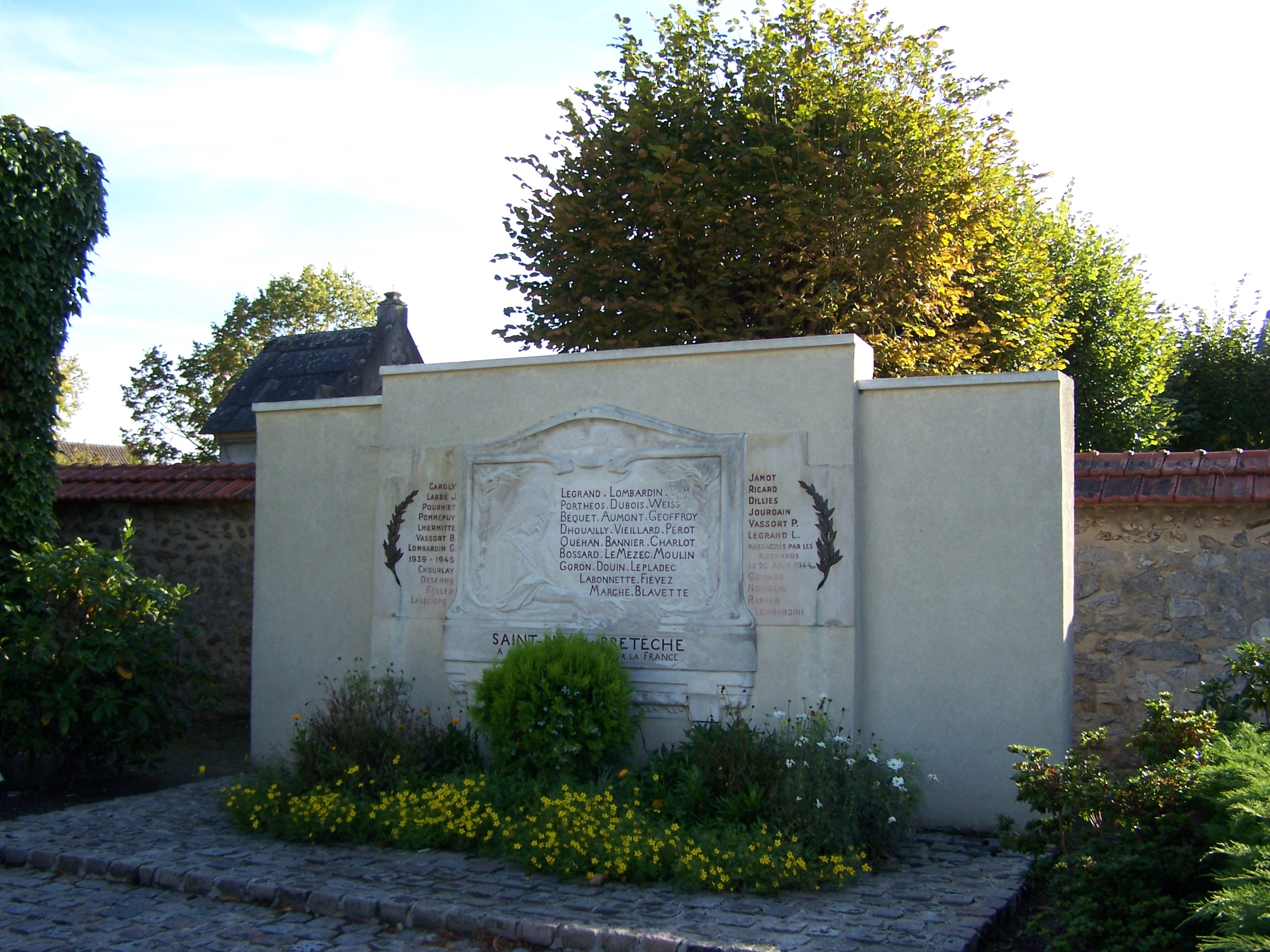
Le monument aux morts.
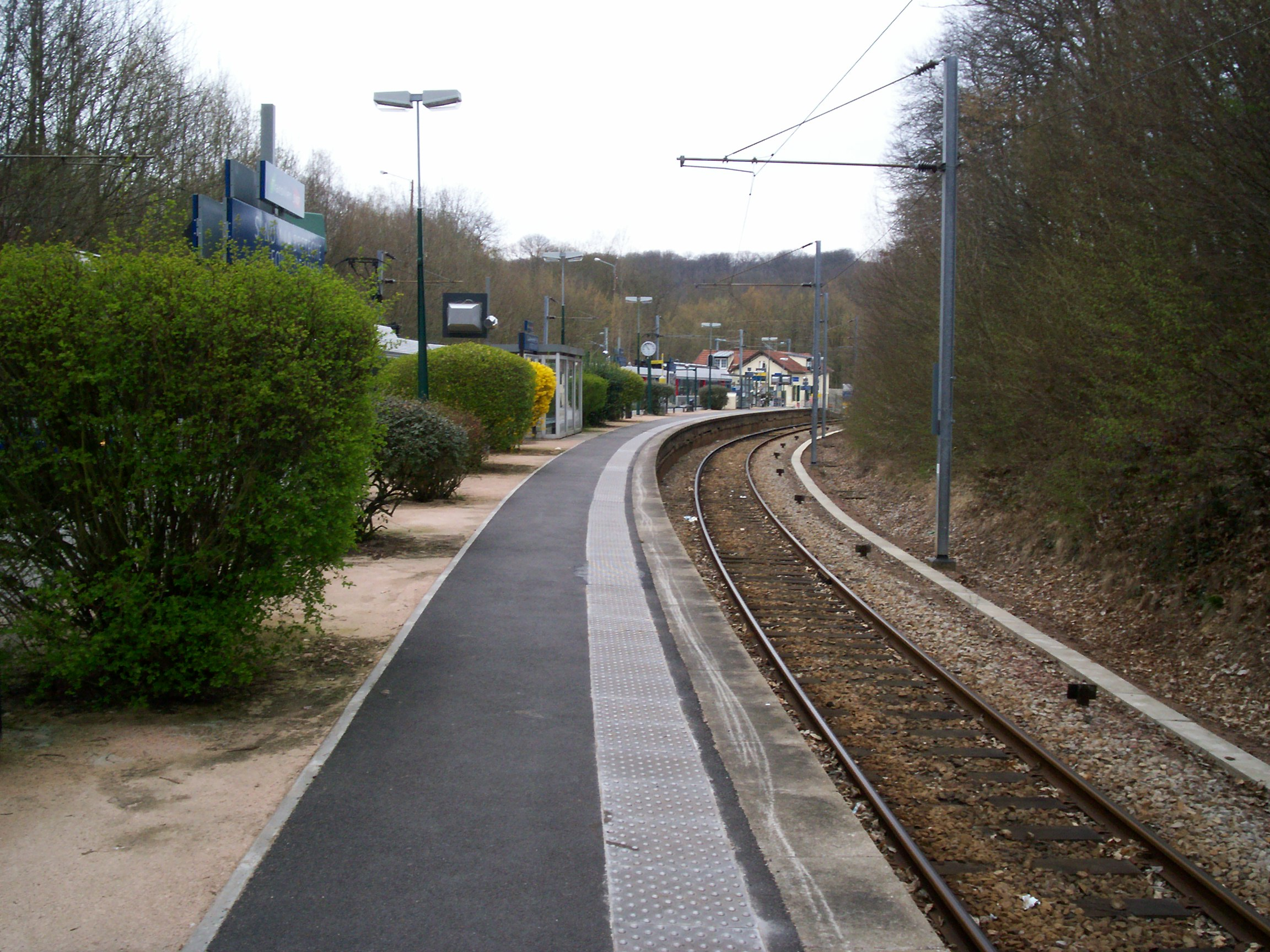
Gare qui se trouve en réalité sur le territoire de la commune voisine de L'Étang-la-Ville

### Personnalités liées à la commune
- Lyonnel de Bournonville (vers 1390-1429) devient seigneur de La Bretèche en 1420 et y meurt en 1429.
- Charles Letrosne (1868-1939), architecte, officier de la Légion d'honneur, y meurt le 8 août 1939.
- Pierre Richard-Willm (1895-1983), acteur, possédait une résidence, « la Datcha », actuelle résidence du Parc, à Saint-Nom-la-Bretèche.
- Pierre-Yves Trémois (1921-2020), artiste français, y meurt le 16 août 2020.
- Michel Dureuil (1929-2011) fait de fréquents séjours dans la ville où réside son galeriste et marchand de tableaux et dirigeant de la galerie Van Ryck. (Van Der Vinck) au 60 boulevard Malesherbes à Paris.

### Héraldique
| Armes de Saint-Nom-la-Bretèche | Les armes de Saint-Nom-la-Bretèche se blasonnent ainsi : d'or à la fasce bretessée de sable, accompagnée en chef de trois quintefeuilles de sinople et en pointe d'un lion à la queue fourchée de gueules. Le blason de Saint-Nom porte en son centre une « fasce bretessée » qui rappelle l'origine du mot « bretèche ». Les trois feuilles à cinq lobes, dites quintefeuilles, symbolisent la forêt de Marly qui couvre le tiers du territoire communal. |